# Lijst van gemeentelijke monumenten in Het Hogeland
De gemeente Het Hogeland heeft 9 gemeentelijke monumenten. Hieronder een overzicht.

## Eppenhuizen
De plaats Eppenhuizen kent 1 gemeentelijk monument:
| Object                                                             | Bouwjaar | Architect | Locatie           | Coördinaten                   | Nr.      | Afbeelding                                                         |
| ------------------------------------------------------------------ | -------- | --------- | ----------------- | ----------------------------- | -------- | ------------------------------------------------------------------ |
| Dwarshuis met symmetrische opbouw, voormalige schoolmeesterswoning | 1871     |           | Eppenhuizerweg 26 | 53° 22' 51" NB, 6° 41' 54" OL | 1966/007 | Dwarshuis met symmetrische opbouw, voormalige schoolmeesterswoning |

## Kantens
De plaats Kantens kent 2 gemeentelijke monumenten:
| Object                                                                 | Bouwjaar           | Architect    | Locatie        | Coördinaten                   | Nr.      | Afbeelding                                                             |
| ---------------------------------------------------------------------- | ------------------ | ------------ | -------------- | ----------------------------- | -------- | ---------------------------------------------------------------------- |
| Woonhuis met aangebouwde schuur. Heeft binnen een bedsteewand uit 1810 | ca 1610 in de kern |              | Oosterweg 1    | 53° 21' 58" NB, 6° 38' 11" OL | 1966/005 | Woonhuis met aangebouwde schuur. Heeft binnen een bedsteewand uit 1810 |
| Dienswoningen met werkplaats in zakelijke expressionistische stijl     | 1931               | Berend Jager | Pastorieweg 24 | 53° 22' 1" NB, 6° 38' 0" OL   | 1966/008 | Upload foto                                                            |

## Obergum
De plaats Obergum kent 1 gemeentelijk monument:
| Object   | Bouwjaar | Architect | Locatie         | Coördinaten                   | Nr.          | Afbeelding        |
| -------- | -------- | --------- | --------------- | ----------------------------- | ------------ | ----------------- |
| Synagoge | 1879     |           | Schoolstraat 24 | 53° 19' 60" NB, 6° 30' 58" OL | 1966/wikinr1 | Meer afbeeldingen |

## Oosteinde
De plaats Oosteinde kent 1 gemeentelijk monument:
| Object                             | Bouwjaar                                      | Architect | Locatie    | Coördinaten                   | Nr.      | Afbeelding        |
| ---------------------------------- | --------------------------------------------- | --------- | ---------- | ----------------------------- | -------- | ----------------- |
| Het Nijkerkje, in waterstaatsstijl | 1846, 1913: verbouwd, 1936: glas-in-loodramen |           | Radsweg 11 | 53° 24' 54" NB, 6° 47' 38" OL | 1966/001 | Meer afbeeldingen |

## Roodeschool
De plaats Roodeschool kent 1 gemeentelijk monument:
| Object                                                           | Bouwjaar | Architect             | Locatie          | Coördinaten                   | Nr.      | Afbeelding                                                       |
| ---------------------------------------------------------------- | -------- | --------------------- | ---------------- | ----------------------------- | -------- | ---------------------------------------------------------------- |
| Groninger dwarshuis met eclectische stijlelementen en achterhuis | 1904     | Oeds de Leeuw Wieland | Hooilandseweg 21 | 53° 25' 15" NB, 6° 45' 43" OL | 1966/002 | Groninger dwarshuis met eclectische stijlelementen en achterhuis |

## Usquert
De plaats Usquert kent 2 gemeentelijke monumenten:
| Object                                                                 | Bouwjaar | Architect      | Locatie            | Coördinaten                   | Nr.      | Afbeelding                                                             |
| ---------------------------------------------------------------------- | -------- | -------------- | ------------------ | ----------------------------- | -------- | ---------------------------------------------------------------------- |
| Gemeentelijk verzorgingsgesticht in de stijl van overgangsarchitectuur | 1909     | Gerrit Nijhuis | Zijlsterweg 17     | 53° 24' 18" NB, 6° 36' 42" OL | 1966/003 | Gemeentelijk verzorgingsgesticht in de stijl van overgangsarchitectuur |
| Voormalig choleraziekenhuisje, ook gebruikt als begraafplaatshuis      | 1878     |                | Zijlsterweg bij 17 |                               | 1966/004 | Voormalig choleraziekenhuisje, ook gebruikt als begraafplaatshuis      |

## Warffum
De plaats Warffum kent 1 gemeentelijk monument:
| Object                                                        | Bouwjaar | Architect | Locatie        | Coördinaten                   | Nr.      | Afbeelding                                                    |
| ------------------------------------------------------------- | -------- | --------- | -------------- | ----------------------------- | -------- | ------------------------------------------------------------- |
| Dwarshuis met symmetrische opbouw. Geboortehuis van Ede Staal | 1895     |           | Stationsweg 13 | 53° 23' 24" NB, 6° 33' 55" OL | 1966/006 | Dwarshuis met symmetrische opbouw. Geboortehuis van Ede Staal |

Eemsdelta ·
Groningen (binnenstad) ·
Groningen (buiten binnenstad) ·
Het Hogeland ·
Midden-Groningen ·
Oldambt ·
Pekela ·
Stadskanaal ·
Veendam ·
Westerkwartier